# Христос остановился в Эболи (фильм)
«Христос остановился в Эболи» (итал. Cristo si è fermato a Eboli) — кинофильм режиссёра Франческо Рози, вышедший на экраны в 1979 году. Экранизация одноимённого автобиографического романа известного итальянского писателя Карло Леви.

## Сюжет
Фильм, проникнутый пафосом социального, антифашистского и антивоенного протеста, рассказывает о враче и художнике Карло Леви, сосланном в 1935 году в деревню близ Эболи. Оказавшись поначалу в полном одиночестве, со временем он проникается симпатией к местным крестьянам и начинает понимать их беды и мечты.
Вот как о работе над этой картиной отзывается кинокритик Л. Алова:

Спад политической борьбы, кризис в итальянском кино во второй половине 70-х гг. отразились и на творчестве Рози. Отныне он работает реже, но тематика его картин становится шире, а эстетика реализма утрачивает жестокую буквальность, идеологическая доминанта сдаёт свои позиции, фильмы становятся более поэтическими, обретая универсалистский гуманизм.

## В ролях
- Джан Мария Волонте — Карло Леви
- Паоло Боначелли — дон Луиджи Магалоне
- Ален Кюни — барон Никола Ротунно
- Леа Массари — Луиза Леви
- Ирен Папас — Джулия Венере
- Франсуа Симон — дон Трайелла
- Луиджи Инфантино
- Франческо Каллари
- Антонио Аллокка — дон Козимино
- Энцо Витале — доктор Милилло

## Признание
- 1979 — участник внеконкурсной программы 32-го Каннского кинофестиваля.
- 1979 — Золотой приз XI Московского международного кинофестиваля.
- 1979 — участник конкурсной программы Чикагского кинофестиваля.
- 1979 — две премии «Давид ди Донателло»: за лучший фильм и за лучшую режиссуру (Франческо Рози).
- 1979 — премия «Серебряная лента» за лучшую женскую роль второго плана (Леа Массари).
- 1980 — попадание в список лучших зарубежных фильмов года по версии Национального совета кинокритиков США.
- 1981 — Премия Французского синдиката кинокритиков за лучший иностранный фильм.
- 1983 — Премия BAFTA за лучший фильм на иностранном языке.